# Ambrosius Lobwasser

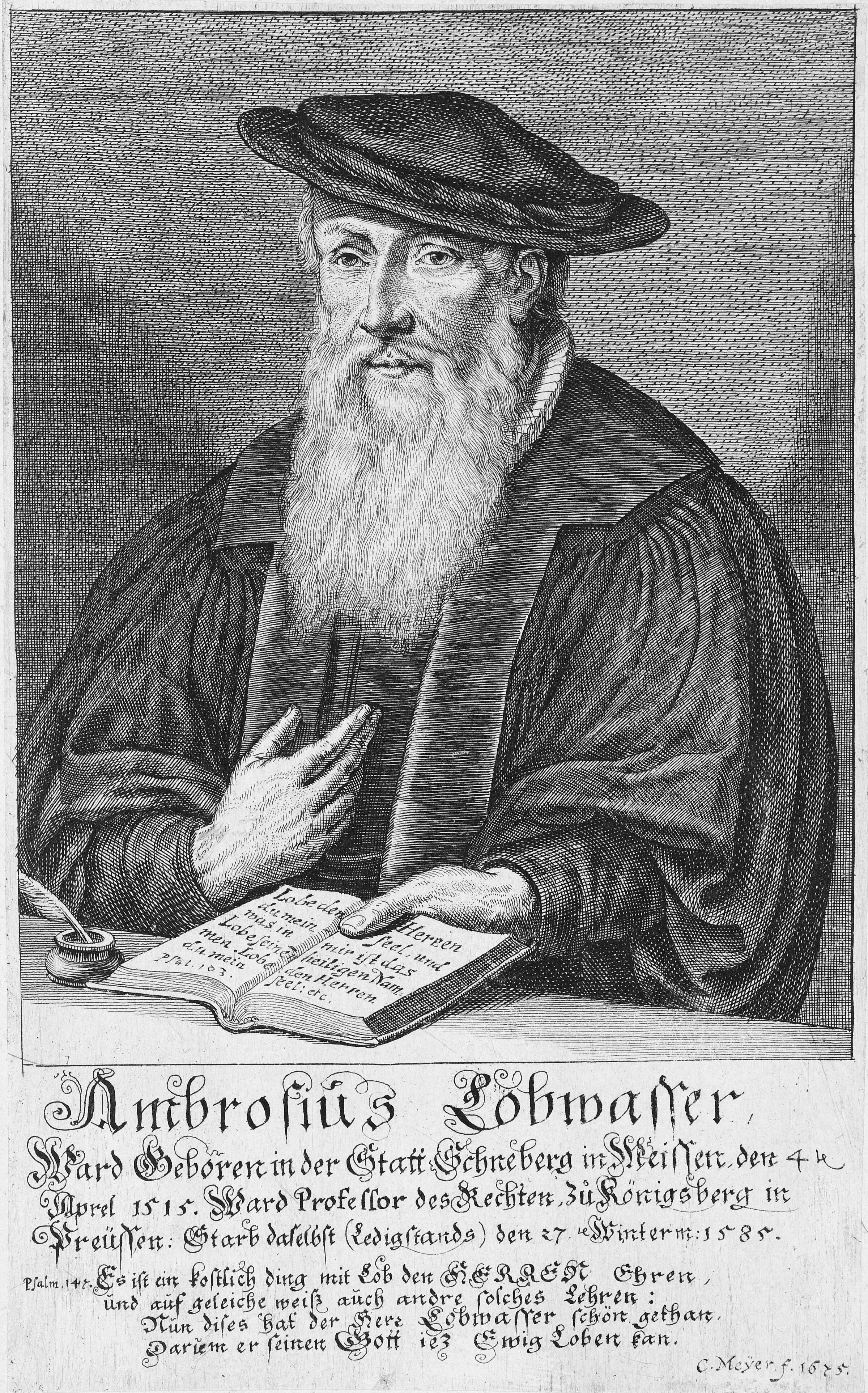
Ambrosius Lobwasser; Stich von C. Meyer, 1625.

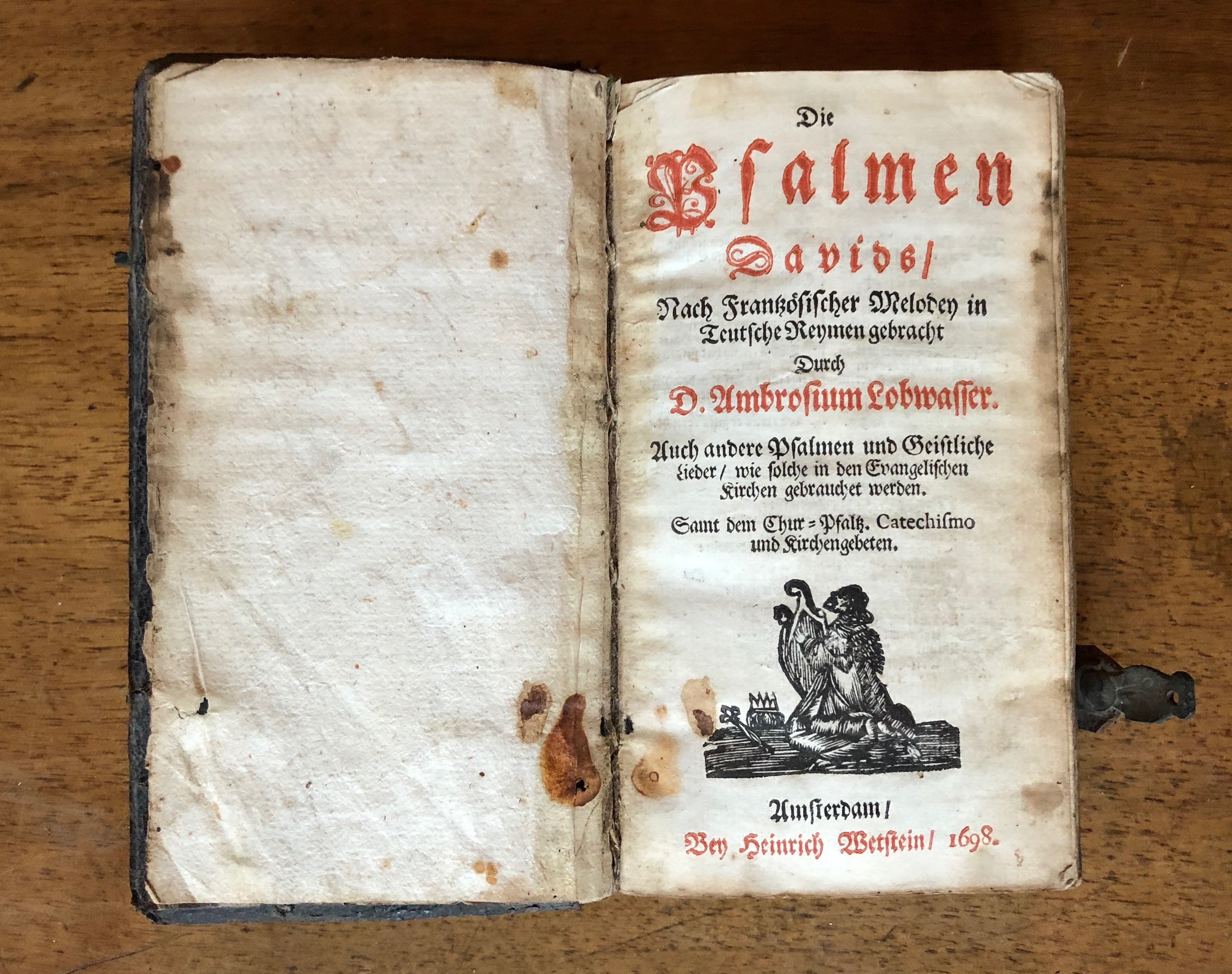
Lobwassers Nachdichtung der Psalmen Davids, 1698

Ambrosius Lobwasser (* 4. April 1515 in Schneeberg; † 27. November 1585 in Königsberg) war ein humanistischer deutscher Schriftsteller und Übersetzer.

## Leben
Lobwasser studierte in Leipzig Jura und wurde 1535 zum Magister promoviert. Danach hielt er sich in Frankreich und Italien auf. Bis 1550 unterrichtete er als Dozent in Leipzig. Ab 1557 lebte er als fürstlicher Rat und Kanzler in Meißen. Von 1563 bis 1585 war er Professor für Rechtswissenschaft in Königsberg.
Seit 1565 arbeitete er an seiner Übersetzung der Psalmen, die 1573 unter dem Titel Der Psalter des königlichen Propheten David erschien. Sie basierte nicht auf dem hebräischen Urtext und der Übersetzung Martin Luthers, sondern auf dem von Guillaume Franc, Loys Bourgeois und Maistre Pierre (Pierre Davantès) vertonten französischen Psautier de Genève (Genfer Psalter) von Clément Marot und Théodore de Bèze. Das Werk hatte über 100 Auflagen und wurde im deutschen reformierten Gottesdienst bis ins 18. Jahrhundert verwendet. In Dresden wurde es 1589 in das Erste Dresdner Gesangbuch aufgenommen, das jedoch nach Christians I. Tod beschlagnahmt und durch ein lutherisches Gesangbuch ersetzt wurde. Einige seiner Gedichte fanden auch Eingang in das Evangelische Gesangbuch sowie ins katholische Gotteslob.

## Psalm 118
Zu den bekanntesten heute noch gesungenen Liedern Lobwassers gehören zwei überarbeitete Strophen aus seiner 14-strophigen Nachdichtung von Ps 118  Nun saget Dank und lobt den Herren:
| Evangelisches Gesangbuch 294, 1.4 | Originaltext (Leipzig 1576) |
| 1. Nun saget Dank und lobt den Herren, denn groß ist seine Freundlichkeit, und seine Gnad und Güte währen von Ewigkeit zu Ewigkeit. Du, Gottes Volk, sollst es verkünden: Groß ist des Herrn Barmherzigkeit; er will sich selbst mit uns verbünden und wird uns tragen durch die Zeit. 4. Er, der da kommt in Gottes Namen, sei hochgelobt zu jeder Zeit. Gesegnet seid ihr allzusammen, die ihr von Gottes Hause seid. Nun saget Dank und lobt den Herren, denn groß ist seine Freundlichkeit, und seine Gnad und Güte währen von Ewigkeit zu Ewigkeit. | (1.) Dancksaget nu vnd lobt den Herren / Dann groß ist seine freundligkeit / Vnd seine gnad vnd güt wirt weren / Von ewigkeit zu ewigkeit. Israel führ dir zu gemüte Sein grundlose barmherzigkeit / Bekenn und sag das seine güte Bestendig bleib in ewigkeit. (13a.) Gebenedeyt sei / der im namen Deß Herren kompt in herrligkeit / Gebenedeyt seyt allesamen / Die jhr aus dem hauß Gottes seyt. (14b.) Nu saget lob und danck dem Herren / Dann groß ist seine freundligkeit / Vnd seine gütigkeit thut wären Von ewigkeit zu ewigkeit. |

## Familie
Sein Vater Fabian Lobwasser (ca. 1480–1545) war Schneeberger Baumeister und Berggeschworener. Sein Bruder Paul Lobwasser (?–1566), Dr. jur., Professor in Leipzig, 1533/34 Rektor der Universität, 1542 Dekan der philosophischen Fakultät, heiratete 1541 Anna Stromer (1522–1588), Tochter des Arztes Heinrich Stromer.

## Werke
- Hymni Patrum, Übersetzung, 1578
- Tragödia von der Enthauptung Johannis, Übersetzung des Werkes von George Buchanan, 1583
- Deutsche zierliche Epigrammata, 1612
- Neu verbessertes und vermehrtes Großes Gesang-Buch. Worinnen so wol Die Psalmen Davids, Durch Ambrosius Lobwasser, J.U.D. In Teutsche Reimen gebracht, Als auch andere erbauliche, in der Kirchen Gottes zu singen gewöhnliche Geistreiche Lieder enthalten. Mit sonderbarem Fleiß in vier Stimmen gesetzt. Andreae, Franckfurt am Mayn 1711 (Digitalisat).
- Die Psalmen Davids. Joh. Ludwig Brandmüller, Basel 1720 (Digitalisat)
- Des Neu-verbesserten vierstimmigen Kirchen-Gesang-Buchs ... Th., F.J.Röder; Wald b. Solingen: S.Klein [u. a.], Wesel 1787 (Digitalisat)